# Tantilla oolitica
Tantilla oolitica är en ormart som beskrevs av Telford 1966. Tantilla oolitica ingår i släktet Tantilla och familjen snokar. Inga underarter finns listade i Catalogue of Life.
Denna orm förekommer i södra Florida i USA. Den vistas i sandiga och klippiga regioner. Arten lever på betesmarker med några buskar eller i trädgrupper. Tantilla oolitica gräver i lövskiktet och i det översta jordlagret. Den gömmer sig ofta under stenar, träbitar på marken eller under andra föremål. Honor lägger ägg.
Beståndet hotas av landskapsförändringar. Utbredningsområdets storlek är mindre än 5000 km². IUCN kategoriserar arten globalt som starkt hotad.